# 토론토 제도
토론토 제도(영어: Toronto Islands)는 캐나다 온타리오호에 위치한 제도다. 15개의 섬으로 이루어져 있으며,  토론토 시내에서 남쪽 3km에 위치해 있다.
토론토 제도에는 빌리 비숍 토론토 시티 공항과 센터 아일랜드 비치(Centre Island Beach)와 한란스 포인트 비치(Hanlan's Point Beach)등의 백사장들이 위치해 있다. 또한 토론토 제도 내는 보행자 공간으로 응급 차량과 등록된 상업용 차량 이외에는 통행이 불가능하다.

## 역사

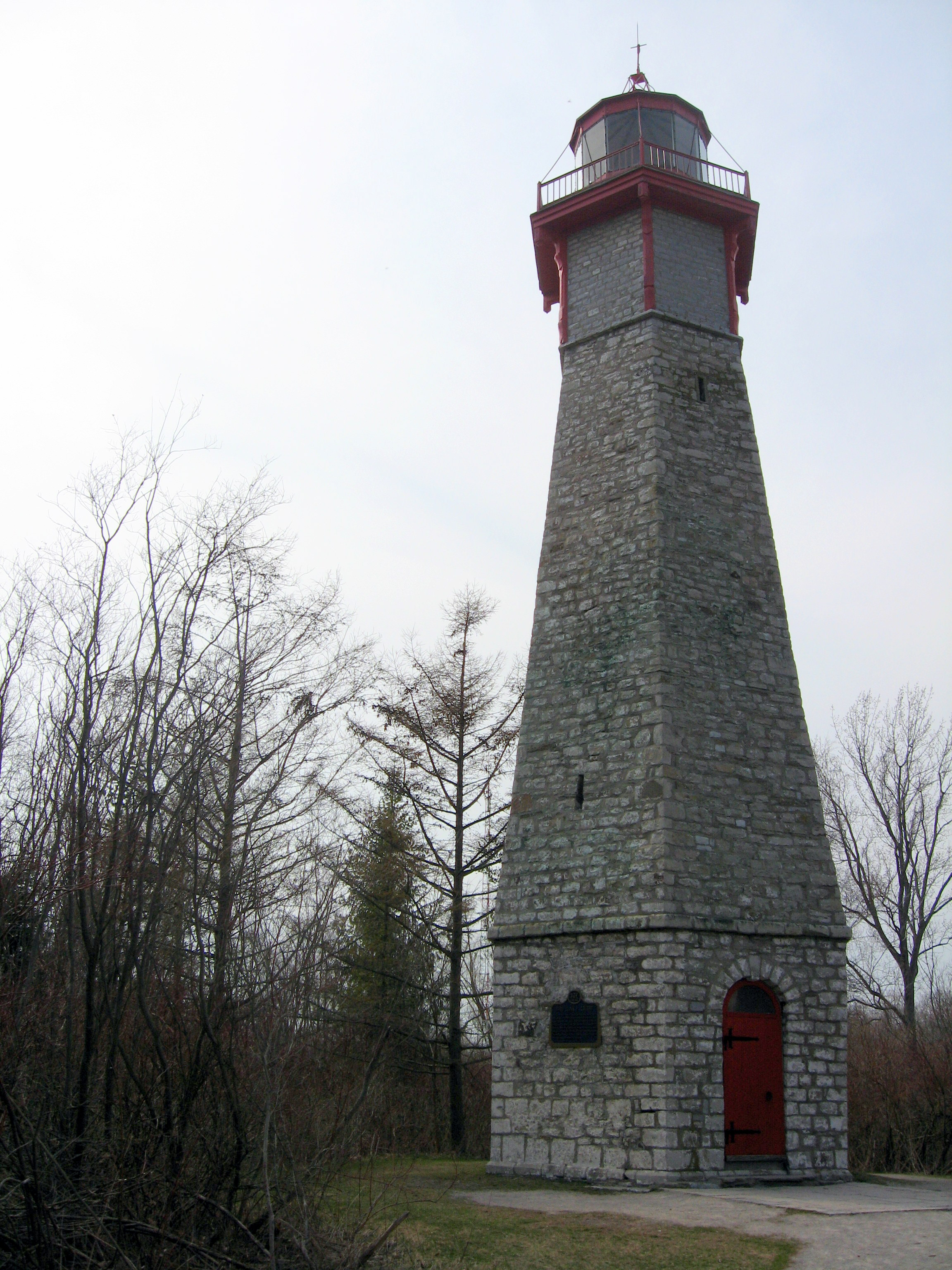
지브롤터 포인트 등대

1809년, 지브롤터 포인트 해변 북쪽에 위치해 있고 토론토에서 가장 오래된 석조 건물 중 하나이자 캐나다에서 가장 오래된 등대로 알려진 지브롤터 포인트 등대(영어: Gibraltar Point Lighthouse)가 세워졌다.
1933년에는 토론토 제도 내에 첫 호텔인 The Retreat on the Peninsula가 영업을 시작했다. 이후 최소 4개의 호텔이 건설된 것으로 추정되나 현재는 모두 운영을 중단했다. 같은 해, 토론토 항구에서 섬으로 향하는 페리가 운행을 시작했고 1850년대에 2대의 증기선이 이 노선에 투입되었으며, 30분 간격으로 출발했다. 이 페리 노선은 현재까지 이어져 총 8척의 배가 운영되고 있다.
1858년에는 폭풍우로 동부 지형이 깎여 나가게 되면서 섬이 되었다. 이후 1870년대와 1880년대 사이 부터 토론토 제도의 한 부분인 와드 아일랜드(Wards Island)에 사람들이 살아가기 시작했다.

## 지리

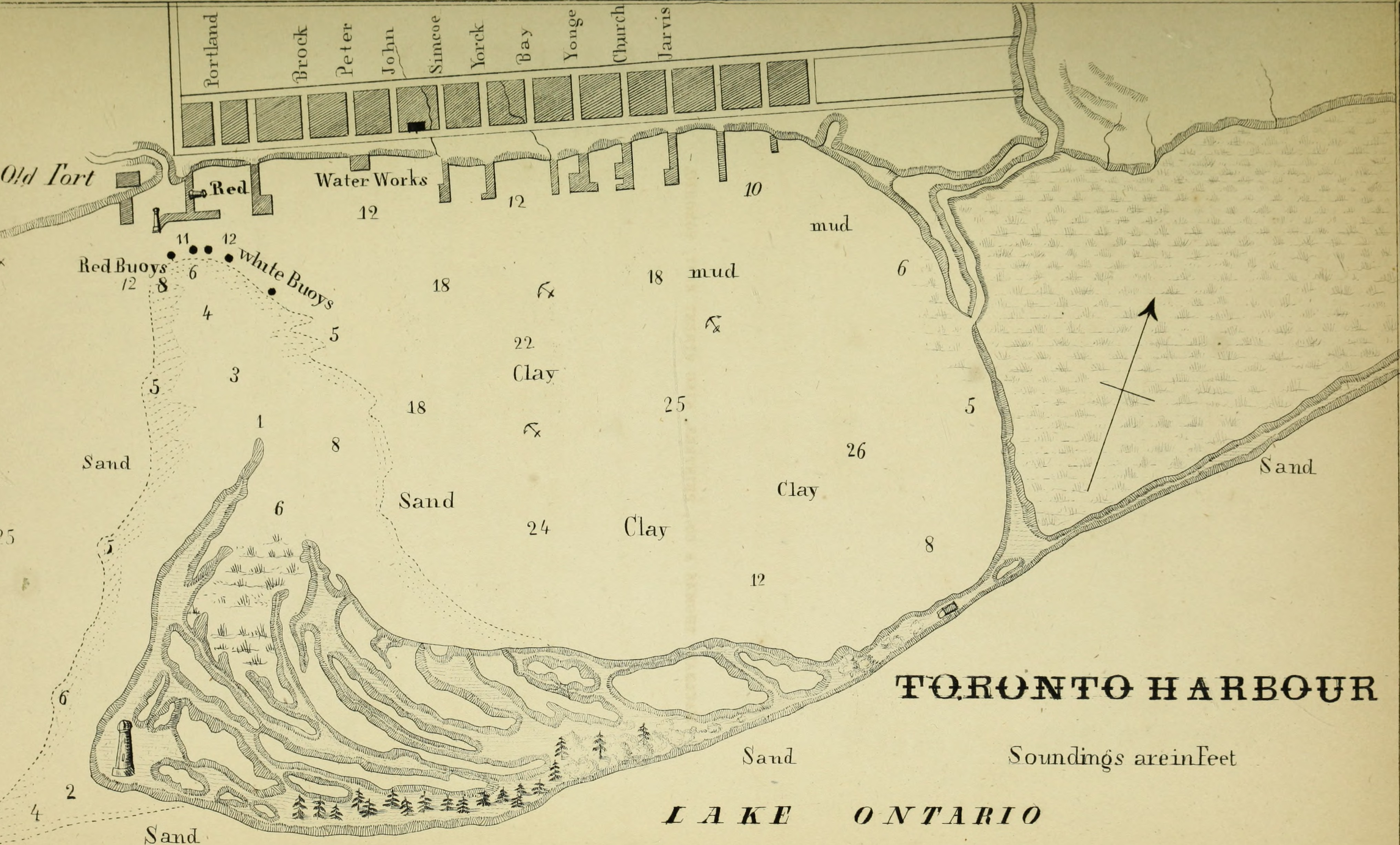
1857년 당시 토론토 제도 지도

1850년대 전의 토론토 제도는 제도가 아닌 온타리오 호수의 모래 침식에 의해 형성된 토론토 반도였다.
1852년의 강한 폭풍은 토론토 반도를 타격하여 일시적으로 제도가 형성되었다. 하지만 침식된 부분을 모래로 다시 채워서 본토와 연결을 복구했다. 그러나 1858년 폭풍우로 동부 지역 부분의 지형이 완전히 깎여 나가게 되면서 다시 제도가 되었고 현재까지 그 상태를 유지하고 있다.